# NGC 571
NGC 571 في الفهرس العام الجديد، هي مجرة، تقع في كوكبة الحوت. اكتشفت في 1 أكتوبر 1864 بواسطة هاينريش لويس دريست.

## روابط خارجية
- NGC 571 على موقع ويكي سكاي: DSS2, SDSS, GALEX, IRAS, Hydrogen α, X-Ray, Astrophoto, Sky Map, Articles and images